# 舊城潮軍義勇祠
舊城內潮軍義勇祠，是臺灣清治時期，位於鳳山縣舊城內龜山上的一座廟宇，創建於光緒4年(1878年)，現已不存。

現今只剩下一座潮軍義勇祠的石碑存於鳳山舊城孔子廟崇聖祠後方。

## 歷史
潮軍義勇祠創建於光緒4年，主要祭祀廣東籍陣亡官兵。臺灣進入日治時期後，潮軍義勇祠因無人祭祀和維護已傾圮。日治末期日軍將舊城內列為軍事管制地，潮軍義勇祠遭拆除。